# Tigridiopalma magnifica
Tigridiopalma magnifica är en tvåhjärtbladig växtart som beskrevs av Chieh Chen. Tigridiopalma magnifica ingår i släktet Tigridiopalma och familjen Melastomataceae. Inga underarter finns listade i Catalogue of Life.